# Sengcan
Sengcan (僧璨) (?-606) (em japonês: Sosan) é conhecido como o Terceiro Patriarca da tradição Zen na China, e o 30º na linha de sucessão direta de Gautama Buddha. 
Os registros históricos sobre sua vida são extremamente escassos. De todos os Patriarcas chineses ele é o menos conhecido. A primeira menção a Sengcan é encontrada nas Biografias Adicionais de Monges Eminentes (Hsü kao-seng chuan), de Tao-hsuan, escritas em 645, mas sua inserção na linha sucessória Zen só se tornou canônica depois do aparecimento dos Registros da Transmissão do Tesouro do Dharma (Sh’uan fa-pao chi), compilados em torno de 710. Depois ele é mencionado no Compêndio das Cinco Lâmpadas (Wudeng Huiyuan), escrito no século XIII pelo monge Puji de Hangzhou, mas todas as fontes são pobres em informação. 
Seu local e data de nascimento são desconhecidos. Segundo as fontes, em seu primeiro encontro com seu mestre, Huike, aconteceu o seguinte diálogo:
Sengcan: Estou destruído pela minha doença, por favor, absolve meus pecados!
Huike: Traz-me teus pecados e os absolverei.
Sengcan, depois de uma longa pausa: Quando procuro por eles, não os encontro.
Huike: Então já os absolvi. Deves viver doravante segundo o Buda, o Dharma e o Sangha.
Diz-se que Sengcan tinha 40 anos quando encontrou Huike em 536, e que permaneceu sob sua orientação durante seis anos (outras fontes dão outros períodos), recebendo um nome novo, Sengcan, que significa O monge-jóia. Depois de seu aprendizado recebeu a transmissão do Dharma, tornando-se o Terceiro Patriarca Zen, e Huike o advertiu para que fosse viver nas montanhas até chegar a hora de ele por sua vez transmitir o Patriarcado. Sengcan então viajou até a montanha Wangong, e depois para a montanha Sikong, ao sudeste de Anhui, onde ficou por dez anos. 
Talvez em 592 ele encontrou um jovem monge, Daoxin, então com 14 anos, que aceitou como discípulo. Depois de nove anos de estudo Daoxin recebeu o Dharma, tornando-se o Quarto Patriarca. Depois disso Sengcan passou mais dois anos no Monte Luofu antes de voltar para a montanha Wangong, onde morreu em 606 diante de uma assembléia de monges. Em 745 ou 746 Li Ch’ang encontrou a sua tumba. Sengcan recebeu o título póstumo de Jianzhi (Espelho da Sabedoria) do imperador Xuan Zong, da dinastia Tang.
Embora Sengcan seja tradicionalmente considerado o autor do célebre poema Versos sobre a Fé na Mente (Xinxinming Hsin Hsin Ming), a maioria dos estudiosos modernos têm esta atribuição como duvidosa. Assim como Bodhidharma e seu antecessor Huike, Sengcan é tido como um especialista no Sutra Lankavatara, que ensina a eliminação de toda a dualidade e o esquecimento das palavras e pensamentos, enfatizando a contemplação da Sabedoria através da meditação. 